# Брайше
Брайше (чорн. Brajše/Брајше) — село (поселення) в Чорногорії, підпорядковане общині Ульцинь. Мусульманське поселення з населенням 767 мешканців.

## Населення
Динаміка чисельності населення (станом на 2003 рік):
Національний склад села (станом на 2003 рік):
Слід відмітити, що перепис населення проводився в часи міжетнічного протистояння на Балканах й тоді частина чорногорців солідаризувалася з сербами й відносила себе до спільної з ними національної групи (найменуючи себе югославами-сербами - притримуючись течії панславізму). Згідно з переписом населення Чорногорії 2011 року, усі жителі Брайше є етнічними албанцями, і майже всі жителі (99,9%) вважають албанську рідною мовою. Крім того, 681 (99,9%) жителів сповідують іслам.  Очікується суттєва кореляція цифр національного складу (в сторону збільшення кількості чорногорців) і надалі - оскільки тепер чіткіше проходитиме розмежування, міжнаціональне, в самій Чорногорії. 